# Jeff Wadlow
Jeffrey Clark Wadlow (Arlington megye, 1976. március 2. –) amerikai forgatókönyvíró, filmrendező és producer.

## Élete és pályafutása
A virginiai Arlingtonban született, Emily Couric állami szenátor és R. Clark Wadlow fiaként. Édesanyja nővére, Katie Couric újságírónő. Wadlow a Dartmouth College-ba járt, ahol történelemből és drámával kiegészített filmművészetből szerzett BA diplomát, valamint kitüntetést kapott az animációban végzett kiemelkedő munkájáért. A következő évben a University of Southern California School of Cinema-Television-re járt, miután megkapta a USC Associates Endowment ösztöndíjat tanulmányi eredményeiért, és 2001-ben végzett. Itt készítette el a The Tower of Babble (2002) című filmet, amelynek ő volt az ötletgazdája, társírója, szereplője és rendezője is. 
Ő rendezte a Sose hátrálj meg című filmet, amelyet 2008. március 14-én mutattak be Djimon Hounsou és Sean Faris főszereplésével.

## Filmográfia

### Film
| Év   | Magyar cím                 | Eredeti cím                               | Feladatkör | Feladatkör | Feladatkör |
| Év   | Magyar cím                 | Eredeti cím                               | Rendező    | Író        | Producer   |
| ---- | -------------------------- | ----------------------------------------- | ---------- | ---------- | ---------- |
| 2005 | Cry Wolf – Kiálts farkast! | Cry Wolf                                  | Igen       | Igen       | Nem        |
| 2007 | Vérszomj                   | Prey                                      | Nem        | Igen       | Nem        |
| 2008 | Sose hátrálj meg           | Never Back Down                           | Igen       | Nem        | Nem        |
| 2013 | HA/VER 2.                  | Kick-Ass 2                                | Igen       | Igen       | Nem        |
| 2014 | Non-Stop                   | Non-Stop                                  | Nem        | Nem        | Vezető     |
| 2016 |                            | True Memoirs of an International Assassin | Igen       | Igen       | Nem        |
| 2018 | Felelsz vagy mersz         | Truth or Dare                             | Igen       | Igen       | Vezető     |
| 2020 | A vágyak szigete           | Fantasy Island                            | Igen       | Igen       | Igen       |
| 2020 | Bloodshot                  | Bloodshot                                 | Nem        | Igen       | Nem        |
| 2022 | A Bridge Hollow-i átok     | The Curse of Bridge Hollow                | Igen       | Nem        | Vezető     |
| 2024 | Képzeletbeli               | Imaginary                                 | Igen       | Igen       | Igen       |

## Díjak és jelölések
A vágyak szigete (2020)
- Jelölve – Arany Málna díj a legrosszabb filmnek
- Jelölve – Arany Málna díj a legrosszabb forgatókönyvnek

## Fordítás
- Ez a szócikk részben vagy egészben  a   Jeff Wadlow című angol Wikipédia-szócikk fordításán alapul.  Az eredeti cikk szerkesztőit annak laptörténete sorolja fel. Ez a jelzés csupán a megfogalmazás eredetét és a szerzői jogokat jelzi, nem szolgál a cikkben szereplő információk forrásmegjelöléseként.